# Podarg de les Filipines
El podarg de les Filipines(Batrachostomus septimus) és una espècie d'ocell de la família dels podàrgids (Podargidae) que habita boscos de les Filipines.